# Lettres de Stalingrad
Pour les articles homonymes, voir Stalingrad (homonymie).
Lettres de Stalingrad est un film français réalisé par Gilles Katz sorti en 1969.

## Synopsis
Katz écrivit le scénario d'après les dernières lettres de soldats allemands de la Bataille de Stalingrad, publiées en Allemagne en 1950 sous le titre Letzte Briefe aus Stalingrad (de).
Ce petit livre populaire dans le monde entier inspira plusieurs artistes. Aubert Lemeland composa notamment sa 10e symphonie d'après ce livre.[réf. nécessaire] L'authenticité de ces lettres est toutefois mise en question.

## Fiche technique
- Réalisation : Gilles Katz
- Scénario : Gilles Katz
- Image : Gérard Brisseau
- Montage : Chantal Delattre
- Société de production : Pleins Feux (Antony)
- Durée : 80 minutes
- Format : Noir et blanc
- Pays : France

## Distribution
- Paul Crauchet : le pianiste
- Pierre Tabard : le capitaine
- Patricia Saint-Georges : la femme
- Frederic Muninger : le fils
- James Cellier : un soldat
- Gilles Ségal : Paul
- Alberto Cavalcanti : l'astronome
- Gilles Katz : le capitaine SS

## Appréciation
« Pendant la bataille de Stalingrad, des militaires allemands, qui ne croyaient plus à la victoire, écrivirent à leurs familles pour leur faire part de leurs doutes et de leurs angoisses. Ces lettres « défaitistes » furent retenues par la Propaganda Staffel, qui effectuait un sondage sur le moral des combattants. Gilles Katz en a choisi quelques-unes et les a mises en scène pour faire apparaître l'horreur de quelques destins individuels broyés par la guerre hitlérienne, soudés dans la communauté des vaincus. »

— Jacques Siclier, Le Monde, 24 septembre 1975